# Howard Waldrop

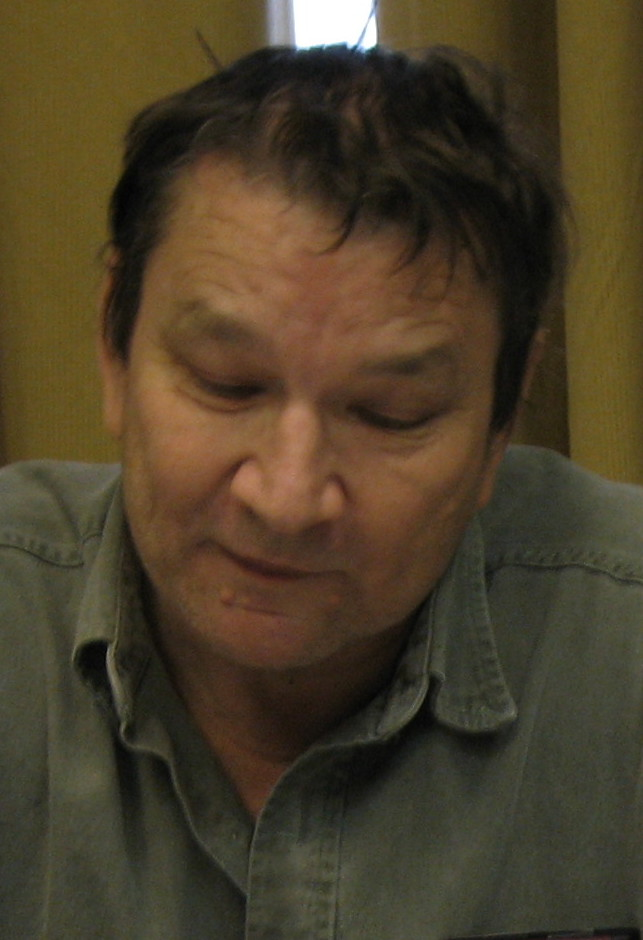
Howard Waldrop

Howard Waldrop, född 15 september 1946 i Houston, Mississippi men uppvuxen i Texas, död 14 januari 2024 i Austin, Texas, var en amerikansk komisk science fiction-författare. Han belönades 1980 med Nebulapriset för långnovellen The Ugly Chickens.
Hans novell Night of the Cooters är H.G. Wells Världarnas krig berättad ur en texassheriffs synvinkel (en hyllning till Slim Pickens), i Heirs of the Perisphere vaknar robotiserade Disney-figurer upp i en avlägsen framtid och Fin de Cyclé beskriver Dreyfusaffären ur cykelentusiasters perspektiv. Denna blandning av komik och mörka teman gör att hans verk ofta är svåra att få tag på.